# Skeppspräst
Skeppspräster medföljde större krigsfartyg (örlogsfartyg). År 1653 utgav rikskansler Axel Oxenstierna en förordning om att konvojfartygen skulle ha själasörjare ombord. Under denna tid var det vanligt att örlogsfartyg skyddade handelsfartygen. Man seglade i konvoj. Varje söndag och på helgdagar skulle skeppsprästen hålla en predikan på det konvojfartyg där befälhavaren över konvojen fanns. Korum skulle hållas varje dag på samtliga fartyg, både morgon och kväll.
När svenska Ostindiska Kompaniet grundades 1731 i Göteborg bestämdes det att det skulle finnas skeppspräster ombord på fartygen. 
En av dessa präster hette Pehr Osbeck och var lärjunge till Carl von Linné. Osbeck seglade med Prins Carl till Kina 1750–52 och samlade in ca 900 växter åt Linné. Hans resebeskrivning hette Dagbok öfwer en ostindisk Resa åren 1750, 1751, 1752 och inkluderar ett recept på punsch.
En annan skeppspräst hette Jakob Wallenberg som gjorde tre resor ombord på Finlandia, 1769–1771, 1772 och 1774. Hans omtyckta reseskildring heter Min son på galejan beskrivs som en mustig och humoristisk berättelse.